# Opuntia chlorotica
Opuntia chlorotica es una especie fanerógama perteneciente a la familia Cactaceae. Es nativa de Norteamérica en los estados de Baja California, Sonora, Arizona, California, Nevada, Nuevo México y Utah.

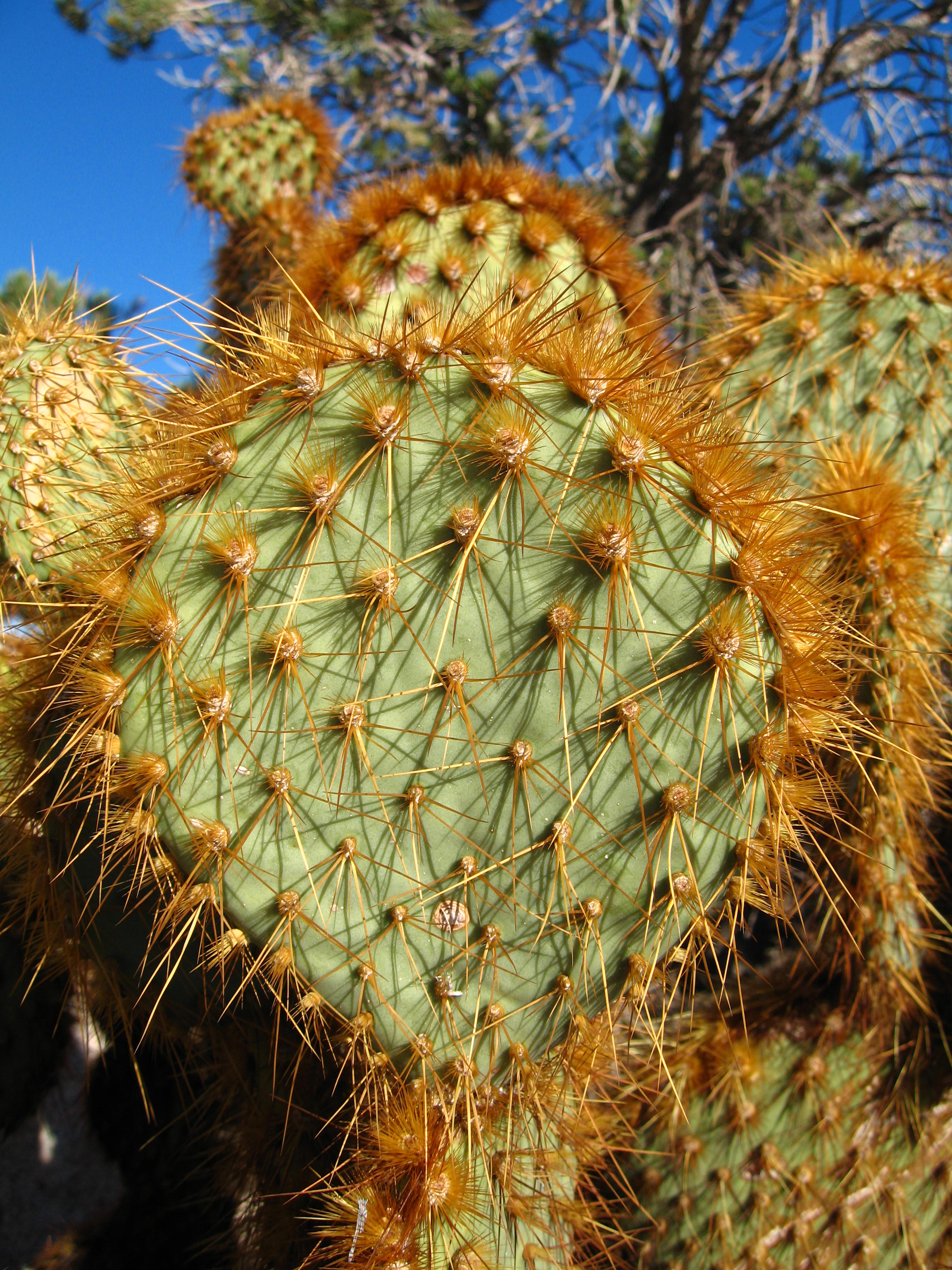
Detalle de la planta

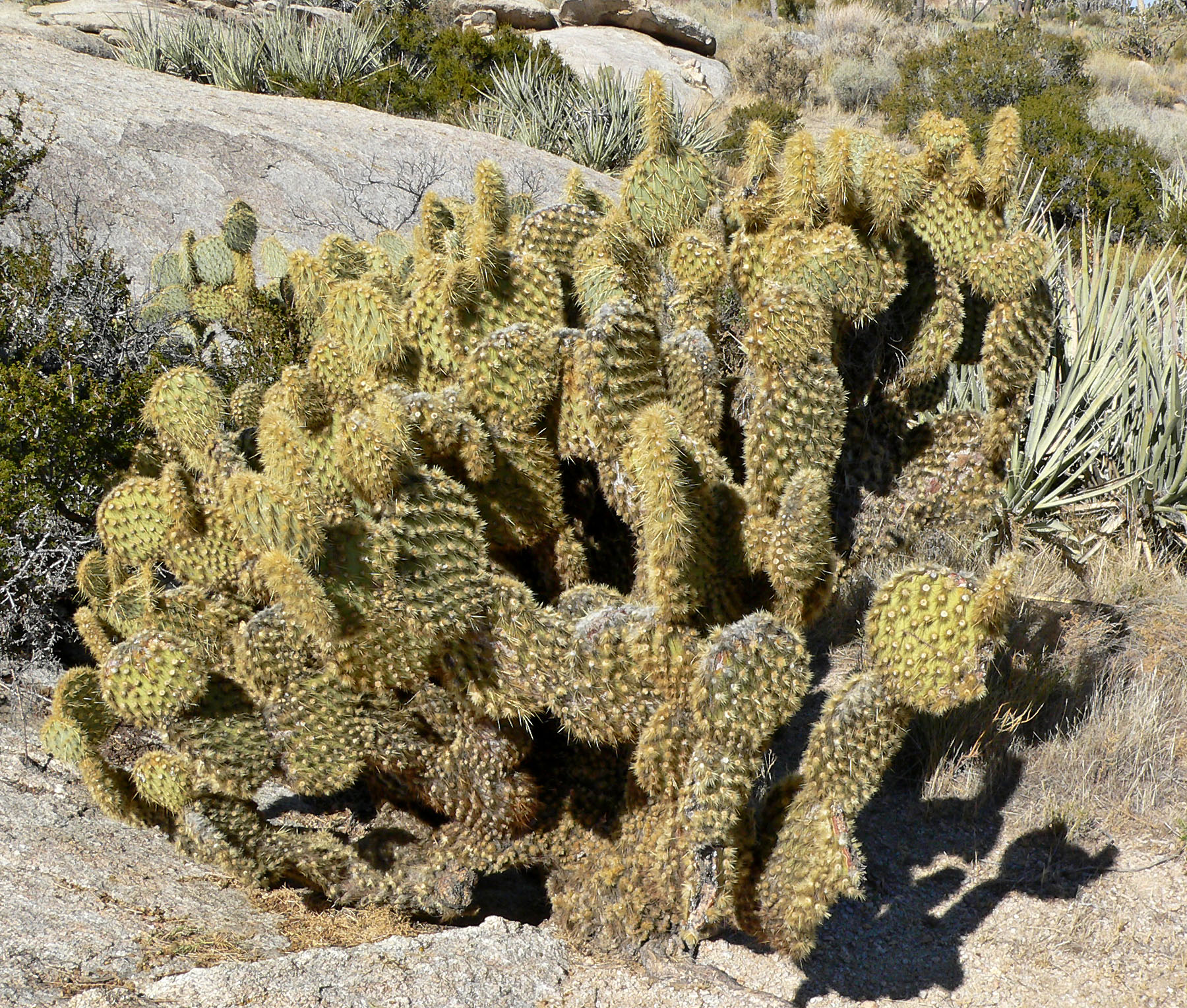
Vista de la planta en su hábitat

## Descripción
Opuntia chlorotica es un arbusto que crece en forma de árbol y alcanza un tamaño de 1 a 2 metros de altura. Es espinoso y  tiene un diámetro de hasta 20 centímetros. Los cladodios son redondeados a ampliamente oblongos  de color azul-verde-amarillo a verde.  Las hojas miden hasta 6 milímetros de largo. El espaciadas hasta 2 centímetros areolas soportar numerosas amarillas, que no entran gloquidios de hasta 4,5 milímetros de longitud. Las figuras 1 a 7 son generalmente de color amarillo brillante picos son de 2,5 a 4 pulgadas de largo. Usted está subulate, recurvado, recta o curva. Las flores son amarillas brillantes que están teñidas de rojo, de 5 a 8 cm de largo y tienen un diámetro de 4 a 6 cm. La fruta es carnosa, casi esférica a elipsoidal  teñida de color grisáceo y rojizo.

## Taxonomía
Opuntia chlorotica  fue descrita por Engelm. & Bigelow y publicado en Proceedings of the American Academy of Arts and Sciences 3: 291–292. 1856.
Etimología
Opuntia: nombre genérico  que proviene del griego usado por Plinio el Viejo para una planta que creció alrededor de la ciudad de Opus en Grecia.
chlorotica: epíteto latino que significa "de color verde".
Sinonimia
- Opuntia palmeri[5]